# Gillan's Inn
Gillan's Inn è un album in studio del cantante inglese Ian Gillan (Deep Purple). Il disco è uscito nel 2006 per celebrare i 40 anni di carriera dell'artista. È uscito anche nel formato DualDisc (CD + DVD).

## Tracce
Original CD-side DualDisc
1. Unchain Your Brain (feat. Joe Satriani, Don Airey & Michael Lee)
2. Bluesy Blue Sea (feat. Janick Gers & Michael Lee Jackson)
3. Day Late and a Dollar Short (feat. Uli Jon Roth, Don Howard, Michael Lee & Ronnie James Dio)
4. Hang Me Out to Dry (feat. Joe Satriani, Don Airey & Michael Lee Jackson)
5. Men of War (feat. Steve Morse, Michael Lee Jackson & Johnny Rzeznik)
6. When a Blind Man Cries (feat. Jeff Healey, Tommy Z, Jon Lord, Vasyl Popadiuk & Howard Wilson)
7. Sugar Plum (feat. Dean Howard, Roger Glover, Don Airey & Ian Paice)
8. Trashed (feat. Tony Iommi, Roger Glover & Ian Paice)
9. No Worries (feat. Jerry Augustyniak)
10. Smoke on the Water (feat. Steve Morse, Johnny Rzeznik, Sim Jones, Ian Paice, Roger Glover & Robby Takac)
11. No Laughing in Heaven (feat. Don Airey, Roger Glover & Ian Paice)
12. Speed King (feat. Joe Satriani, Don Airey, Rick McGirr & Michael Lee Jackson)
13. Loving on Borrowed Time (feat. Steve Morris, Steve Morse, Uli Jon Roth, Howard Wilson, Jaro Jarosil, Nick Blagona & Mary Jane Russell)
14. I'll Be Your Baby Tonight (feat. Joe Elliott, Ron Davis, Redd Volkaert, Charlie Quill, Mickey Lee Soule & Howard Wilson)

Deluxe Tour Edition Bonus Tracks
1. Demon's Eye (feat. Jeff Healey, Jon Lord, Michael Lee Jackson, Rodney Appleby & Michael Lee)
2. Can I Get a Witness?
3. Have Love, Will Travel (feat. Randy Cooke, Michael Lee, Dean Howard & Joe Mennonna)
4. Wasted Sunsets (feat. Randy Cooke, Michael Lee, Dean Howard & Joe Mennonna)